# 120-я стрелковая дивизия (3-го формирования)
120-я стрелковая дивизия (3-го формирования) — соединение сухопутных войск Вооружённых Сил СССР в период Великой Отечественной войны. Полное наименование — 120-я Гатчинская Краснознамённая стрелковая дивизия.

## История
Дивизия сформирована 22 апреля 1943 года из воинских частей и подразделений Ленинградского фронта.
Период боевых действий: с 25 апреля 1943 года по 11 мая 1945 года.
За отличие в боях при овладении городом и крупным железнодорожным узлом Гатчина (Красногвардейск), превращённым немцами в крепость с развитой системой долговременных оборонительных сооружений, приказом Верховного Главнокомандующего от 27 января 1944 года дивизии присвоено почётное наименование «Гатчинская».
Награждена орденом Красного Знамени.

## Состав
- 289-й стрелковый полк
- 538-й стрелковый полк
- 543-й стрелковый полк
- 1033-й артиллерийский полк
- 410-й отдельный истребительно-противотанковый дивизион
- 161-я отдельная разведывательная рота
- 328-й сапёрный батальон
- 678-й отдельный батальон связи
- 248-й медико-санитарный батальон
- 148-я отдельная рота химической защиты
- 532-я автотранспортная рота
- 376-я полевая хлебопекарня
- 847-й дивизионный ветеринарный лазарет
- 2276-я полевая почтовая станция
- 1216-я полевая касса Государственного банка СССР

## Командиры дивизии
- Батлук Алексей Васильевич (22.04.1943 — 30.08.1944)
- Федотов Матвей Дмитриевич (31.08.1944 — 10.12.1944)
- Говоров Иван Павлович (11.12.1944 — 11.05.1945)

## Подчинение
| Дата            | Фронт                | Армия             |
| --------------- | -------------------- | ----------------- |
| 24.04.1943 года | Ленинградский фронт  | 67-я армия        |
| 18.07.1943 года | Ленинградский фронт  | 2-я ударная армия |
| 10.08.1943 года | Ленинградский фронт  | 67-я армия        |
| 01.09.1943 года | Ленинградский фронт  | 2-я ударная армия |
| 22.01.1044 года | Ленинградский фронт  | 67-я армия        |
| 20.06.1044 года | Ленинградский фронт  | 8-я армия         |
| 01.10.1944 года | Резерв Ставки ВГК    | 21-я армия        |
| 27.11.1944 года | 1-й Украинский фронт | 21-я армия        |

## Известные люди служившие в дивизии
- Артамонов, Василий Васильевич — Герой Советского Союза.
- Добрынин, Михаил Семёнович — Герой Советского Союза.
- Балтабанов, Имангали Таукешевич — Герой Советского Союза.
- Крутиков, Дмитрий Михайлович — Герой Советского Союза.
- Мелещенко, Фёдор Фомич — полный кавалер ордена Славы.
- Пронин, Николай Гаврилович — полный кавалер ордена Славы.
- Сутулов, Григорий Алексеевич — Герой Советского Союза.

## Память
В 1974 году постановлением исполнительного комитета Гатчинского городского Совета народных депутатов участку Сализского шоссе (от улицы Рысева до Корпиковского шоссе) в городе Гатчина Ленинградской области присвоено название улица 120-й Гатчинской дивизии. .